# Марк Брюнел
Марк Изамбар Брюнел (на френски: Marc Isambard Brunel) е френски инженер, изобретател и предприемач, строител на тунела под река Темза в Лондон.
Роден е на 25 април 1769 година в Хакевил, Нормандия, в семейството на Жан-Шарл Брюнел и Мари-Виктор Лафебвре.
Завършва основно училище, след което учи в семинария в град Руан, но не е увлечен от богословието. През 1786 година постъпва на служба във Френския флот.
Великата френска революция е причината да замине за Северна Америка. през 1793 година се установява в Ню Йорк, където се захваща с изучаването на механика и сродни науки. Под негово ръководство и по негови проекти се построяват много къщи, търговски сгради и театър, проектира докове на пристанището, портови укрепления и завод за производство на оръдия.
През 1799 година се завръща в Европа, но се установява в Англия. През 1806 година получава награда в размер на 20 000 лири стерлинги за изработване на механизми и скрипци за флота. По-късно изпълнява поръчка на Британското адмиралтейство, построявайки дъскорезница в град Чатъм.
Най-славното му творение е прокопаването на първия тунел под река Темза – велико произведение на инженерната мисъл. Проекта за тунела Брюнел подготвя още през 1819 година, но работата започва едва през 1825 година. Негово изобретение е и тунелопробивната машина (къртица). Прокопаването на тунела отнема цели 17 години и е завършен след много трудности през 1842 година.
Брюнел става вицепрезидент на Британското кралско научно дружество, първият чужденец на поста.
Умира на 12 декември 1849 г., на 80-годишна възраст. Синът му Изъмбард Кингдъм Брюнел е също много известен със сложните конструкции, които го прославят по цял свят.